# Wabasso tungusicus
Wabasso tungusicus är en spindelart som beskrevs av Kirill Yeskov 1988. Wabasso tungusicus ingår i släktet Wabasso och familjen täckvävarspindlar. Inga underarter finns listade i Catalogue of Life.